# Mărtinie, Alba
Mărtinie este un sat în comuna Șugag din județul Alba, Transilvania, România.